# پوکاکوکا (لارس)
پوکاکوکا (به اسپانیایی: Pucaccocha) یک کوه در پرو است که در پرو واقع شده‌است. پوکاکوکا ۴٬۶۰۰ متر بالاتر از سطح دریا واقع شده‌است.